# Lucasstichting voor Revalidatie

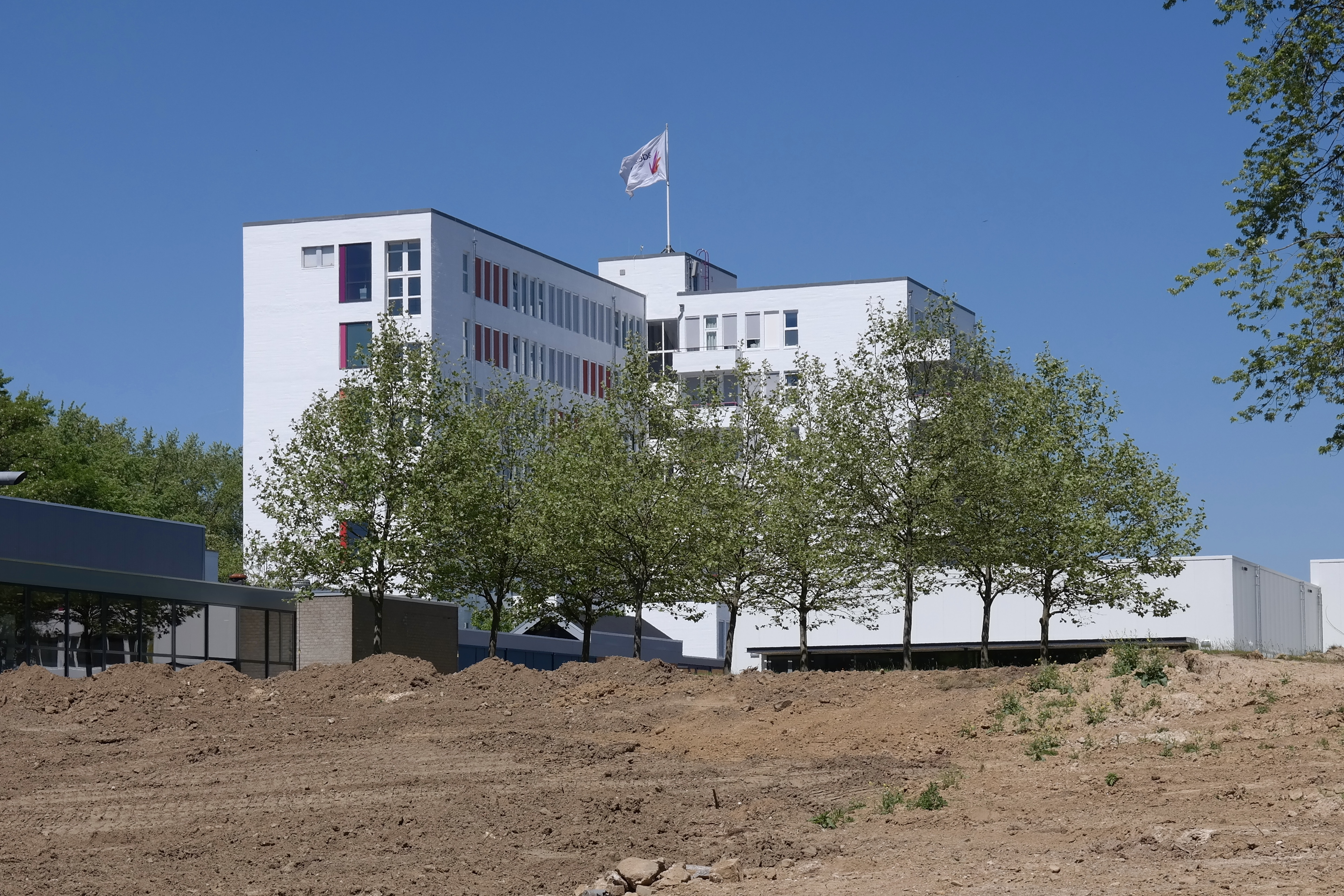
Het hoofdgebouw in 2017

De Lucasstichting voor Revalidatie was de naam van een instelling in Hoensbroek, gelegen aan Zandbergsweg 111.
Het gebouwencomplex, ontworpen door Frits Peutz, werd van 1964-1967 gebouwd. In 1967 ontving deze instelling, toen Stichting Lucas Klinieken voor de Oostelijke Mijnstreek genaamd, de eerste patiënten. De naamgeving heeft betrekking op Jan Lucas Röselaers (1857-1949), die van 1911-1939 pastoor te Hoensbroek was. In 1971 werd het complex door directeur-generaal voor de volksgezondheid P. Siderius officieel geopend en werd de instelling een revalidatiecentrum.
In 1989 fuseerde de Lucasstichting met Kinderrevalidatiecentrum Franciscusoord in Houthem en met de mytylschool in Valkenburg tot Stichting Revalidatie Limburg. In 2009 werd de naam hiervan veranderd in Adelante.